# Ozeblin
L’Ozeblin est le plus haut sommet du massif montagneux de Lička Plješivica appartenant à la chaîne des Alpes dinariques. Situé en Croatie, il culmine à 1 657 mètres d’altitude.
La montagne est placée au centre du massif non loin de la localité d’Udbina. À proximité se trouvent également les montagnes de Runjavac (1 589 m), de Crni Vrh (1 604 m) et de Rudi Lisac (1 608 m).
La montagne est recouverte d’une forêt essentiellement composée de hêtres mais aussi de mélèzes et de sapins. Le sommet de la montagne est uniquement recouvert de zones herbacées.
Le nom de la montagne tire probablement son origine dans le verbe ozepsti qui signifie « Prendre froid ».